# Liste der denkmalgeschützten Objekte in Taufkirchen an der Trattnach
Die Liste der denkmalgeschützten Objekte in Taufkirchen an der Trattnach enthält die 3 denkmalgeschützten, unbeweglichen Objekte der Gemeinde Taufkirchen an der Trattnach in Oberösterreich (Bezirk Grieskirchen).

## Denkmäler
| Foto |                 | Denkmal                                                                        | Standort                                  | Beschreibung | Metadaten |
| ---- | --------------- | ------------------------------------------------------------------------------ | ----------------------------------------- | --- | --- |
| ja   | Datei hochladen | Kath. Filialkirche, Wallfahrtskirche hl. Veit HERIS-ID: 52180 Objekt-ID: 58581 | bei Hehenberg 3 Standort KG: Korntnerberg | Der kleine spätgotische Kirchenbau hat ein einschiffiges zweijochiges netzrippengewölbtes Langhaus mit eingezogenen Strebepfeilern und einen eingezogenen niedrigeren einjochigen netzrippengewölbten Chor mit einem Fünfachtelschluss. Der westliche Dachreiter trägt einen Spitzhelm. Das Südportal und das Sakristeitür sind gotisch. Der rechte Seitenaltar trägt barocke Figuren in der Art des Johann Peter Schwanthaler der Ältere aus dem dritten Viertel des 18. Jahrhunderts. Der linke Seitenaltar trägt eine spätgotische bekleidete Gnadenstatue Maria mit Kind.                                       | BDA-Hist.: Q23541637 Status: § 2a Stand der BDA-Liste: 2025-06-30 Name: Kath. Filialkirche, Wallfahrtskirche hl. Veit GstNr.: .8 |
| ja   | Datei hochladen | Kath. Pfarrkirche hl. Martin HERIS-ID: 52631 Objekt-ID: 59936                  | Taufkirchen Standort KG: Roith            | Eine Kirche wurde um 1200 urkundlich genannt. Der gotische Kirchenbau wurde 1725 mit dem Barockbaumeister Jakob Pawanger zu einem barockisierten Kirchenbau umgestaltet. Das vierjochige ringtonnengewölbte Langhaus hat ein nördliches erhöhtes vierjochiges Seitenschiff mit flachen Hängekuppelgewölben. Der eingezogene zweijochige Chor mit einem Stichkappentonnengewölbe hat einen geraden Schluss. Die Wände sind mit kolossalen Pilastern gegliedert. Im Nordschiff ist Stuck um 1730. Die dreiachsige Westempore mit Platzlgewölben hat zwei Geschoße. Der Westturm trägt eine Zwiebel mit einer Laterne. | BDA-Hist.: Q23541896 Status: § 2a Stand der BDA-Liste: 2025-06-30 Name: Kath. Pfarrkirche hl. Martin GstNr.: .53                 |
| ja   | Datei hochladen | Pfarrhof, ehem. Pfarrgutshof HERIS-ID: 79757 Objekt-ID: 93453                  | Taufkirchen 23 Standort KG: Roith         | | BDA-Hist.: Q38171915 Status: § 2a Stand der BDA-Liste: 2025-06-30 Name: Pfarrhof, ehem. Pfarrgutshof GstNr.: .73                 |